# Oyama, Tochigi
Oyama (小山市 (Tiểu Sơn thị) Oyama-shi) là một thành phố thuộc tỉnh Tochigi, Nhật Bản.